# Manavá
Manavá (Índia, anos 750 a. C. - 690 a. C.) foi um religioso, matemático, geômetra e escritor indiano, autor do Manavá-sulba-sutra, um dos Śulba Sūtras (textos sobre geometria).